# Passiflora venusta
Passiflora venusta är en passionsblomsväxtart som beskrevs av R.Vásquez och M.Delanoy. Passiflora venusta ingår i släktet passionsblommor, och familjen passionsblomsväxter. Inga underarter finns listade i Catalogue of Life.